# Chauliognathus schawalleri
Chauliognathus schawalleri es una especie de coleóptero de la familia Cantharidae.

## Distribución geográfica
Habita en Irian Jaya (Indonesia).